# 정은승
정은승(鄭恩承, 1977년 7월 24일 ~ )은 대한민국의 방송인, 전 아나운서이다.

## 학력
- 1996년 이화여자대학교 신문방송학과 학사
- 2001년 이화여자대학교 대학원 신문방송학과 언론학 석사
- 2001년 성균관대학교 언론정보대학원 언론학 석사

## 경력
- 2001년 6월 KBS 27기 공채 아나운서 입사
- 미국 컬럼비아대학교 웨더헤드동아시아연구소 방문 연구원 (visiting scholar program)
- 2024년 2월 29일: KBS 퇴사

## 진행

### 텔레비전
- 2002년 KBS2 《TV클리닉 당신의 건강은?》
- 2003년 KBS1 《무엇이든 물어보세요》
- 2003년 KBS1 《TV 생활법정》
- 2004년 KBS2 《지구촌 뉴스》 (임시진행) 2004년 2월 27일
- 2004년 KBS2 《도전! 주부가요스타》
- 2005년 KBS1 《KBS 뉴스라인》
- 2009년 KBS2 《클래식 오디세이》
- 2013년 KBS1 《TV비평 시청자데스크》
- 2013년 KBS1 《KBS 뉴스광장》
- 2013년 KBS1 《KBS 뉴스 (930)》
- 2013년 KBS1 《바른말 고운말》
- 2020년 KBS1 《국악한마당》

### 라디오
- 2003년 KBS 제1라디오 《시사 플러스》
- 2004년 KBS 제1라디오 《KBS 뉴스와이드 1부》
- 2011년 KBS 제3라디오 《음악편지》